# Дамское счастье (телесериал)
Дамское счастье — британский телесериал совместного производства телекомпаний BBC и Masterpiece, рассказывающий о буднях работников универсального магазина в 1870-х годах. Сериал является адаптацией одноименного романа Эмиля Золя и переносит его действие в Северо-Восточную Англию. Премьера сериала в Великобритании состоялась на телеканале BBC One 25 сентября 2012 года, в США — 6 октября 2012 года на телеканале PBS.
В конце октября 2012 года BBC продлил сериал на второй сезон, премьера которого состоялась 20 октября 2013 года. 12 февраля 2014 года телеканал подтвердил, что третьего сезона не будет. Они ссылались на более низкие рейтинги сериала, чем у таких  сериалов, как «Шелк», «Смерть в раю» и «Шерлок», стартовавших примерно в то же время. К тому же сериал ITV «Мистер Селфридж» был более популярен. На BBC сообщили, что «Дамское счастье» не вернется на третий сезон, чтобы уступить место другим сериалам.

## Сюжет
Сезон 1

Действие сериала разворачивается в 1875 году. Провинциальная девушка Дениз Ловетт приезжает в город к дядюшке и узнает, что он не может дать ей работу в своей лавке, потому что у него практически не осталось покупателей. Все они ходят в «Парадиз» — универсальный магазин напротив его лавки. «Парадизом» владеет Джон Морей, который начинал конторщиком в лавке Эмерсона, из которой он и выстроил «Парадиз». Морей был женат на дочери Эмерсона, но та погибла при загадочных обстоятельствах за три года до этого, и теперь он ухаживает за дочерью лорда Гленденинга Кэтрин. Дениз устраивается в отдел женской одежды, где властвует начальница мисс Одри, и начинает применять на практике свои идеи по улучшению работы магазина. Морей очень быстро выделяет Дениз среди других продавщиц, и Кэтрин Гленденинг начинает видеть в ней угрозу своему будущему браку с Мореем
Сезон 2

После смерти лорда Гленденинга Кэтрин наследует «Парадиз» и начинает наводить свои порядки. Её муж, Том Уэстон, намерен продать магазин, но Кэтрин вызывает Морея из Парижа, и он начинает восстанавливать своё детище в былую славу, но уже в качестве управляющего. Морей не оставляет надежд вернуть «Парадиз» себе.

## Актерский состав

### Основной
| Джон Морей, владелец, позже управляющий «Парадиза»   | Иман Эллиот      | Основной      | Основной      |          |          |
| Дениз Ловетт, продавщица женской одежды в «Парадизе» | Джоанна Вандерем | Основной      | Основной      |          |          |
| Кэтрин Гленденнинг, невеста Морея                    | Элейн Кэссиди    | Основной      | Основной      | Основной | Основной |
| мисс Одри, начальница отдела женской одежды          | Сара Ланкашир    | Основной      | Эпизодический |          |          |
| Дадли, друг и компаньон Морея                        | Мэттью Макналти  | Основной      | Основной      |          |          |
| Эдмунд Ловетт, дядя Дениз                            | Питер Уайт       | Основной      | Эпизодический |          |          |
| Джонас Френки, кладовщик                             | Дэвид Хеймен     | Основной      | Основной      |          |          |
| Сэм, приказчик                                       | Стивен Уайт      | Основной      | Основной      |          |          |
| Клара, продавщица женской одежды                     | Соня Кессиди     | Основной      | Основной      |          |          |
| Полин, продавщица в отделе галантереи                | Руби Бенталл     | Основной      | н/д           |          |          |
| Артур, посыльный мальчик                             | Финн Берридж     | Основной      | Основной      |          |          |
| лорд Гленденнинг, отец Кэтрин                        | Патрик Малахайд  | Основной      | н/д           |          |          |
| Томас Уэстон, муж Кэтрин Гленденнинг                 | Бен Дэниелс      | н/д           | Основной      |          |          |
| Сюзи, новая продавщица                               | Кэти Мур         | н/д           | Основной      |          |          |
| Миртл, кухарка                                       | Лиза Милетт      | н/д           | Основной      |          |          |
| Флора, дочь Томаса Уэстона                           | Эди Уайтхед      | н/д           | Основной      |          |          |
| Питер Адлер                                          | Марк Боннар      | Эпизодический | н/д           |          |          |

### Приглашенные актеры
- Оливия Халлинан — миссис Брукмайер
- Артур Дарвилл — Бредли Барроуз
- Эдриан Скарборо — Фентон
- Бранка Катич — Клеманс
- Нейтан Стюарт-Джарретт — Кристиан Картрайт

## Релизы
В Великобритании сериал выходил на телеканале BBC One. В США транслировался только первый сезон с 6 октября по 17 ноября 2013 года на телеканале PBS. В России «Дамское счастье» транслировал телеканал «Домашний».
Первый сезон был выпущен на DVD BBC worldwide для региона 2 3 декабря 2012 года, второй сезон — 9 декабря 2013 года. В этот же день первый сезон был выпущен двухдисковым изданием в формате Blu-ray.
Саундтрек к сериалу с музыкой Маурицио Маланини выпущен компанией Silva Screen Records 26 августа 2013 года. Он включает в себя 29 треков, записанных концертным оркестром BBC.

## Ссылка
- The Paradise (англ.) на сайте Internet Movie Database